# Андрій Волан
Андрій Волан (лат. Andreas Volanus, біл. Андрэй Волан, пол. Andrzej Wolan; 1530, Познань — 1610, Біюцишки, тепер Гродненська область, Білорусь) — державний діяч Великого князівства Литовського та Речі Посполитої, філософ, письменник, кальвіністський теолог.

## Життєпис
Походив зі шляхетської родини Воланів. Син Яна Волана та Софії Квілецької. Спочатку здобув домашню освіту. Згодом, у 1544—1547 роках у Франкфуртському університеті вивчав діалектику, риторику, кореспонденцію. Тут захопився ідеями Реформації.
У 1550 році стає секретарем Миколая Радзивілла, прихильника кальвінізму. Того ж року за протекції останнього А. Волан вирушає до Кенінгсберга, столиці Пруссії, на навчання. Тут Волан остаточно долучився до кальвіністів. По поверненні оселяється у Литві, де отримує 1 маєток від Миколая Радзвилла та 2 маєтки від короля Сигізмунда II Августа. Останній також призначає Андрія старостою Рудоміна та Немежа.
У 1569 році обирається послом до сейму Речі Посполитої від ошмянського повіту. за часи короля Стефана Баторія призначається королівським секретарем, завданням якого було налагодження стосунків між королівською владою та сеймиками Литви. Водночас виконував дипломатичні завдання у Лівонії та Австрії. 1595 року разом із Левом Сапегою до Московської держави.
По поверненні до Литви очолив кальвіністів м. Вільно (сучасний Вільнюс). У 1570, 1585, 1599 роках брав участь у кількох Соборах литовських кальвіністів, під час яких переконував у необхідності об'єднання євангелістів з лютеранами чи православними. У 1590 синод надав йому функцію цензора кальвіністських книг.
Зберігав свої посади до самої смерті, навіть за ревного католика — короля Сигізмунда III Вази. Помер у 1610 році у своєму маєтку Біюцишки (тепер Гродненська область Білорусі).

## Творчість
Андрій Волан — автор понад 20 творів, в яких як послідовник Еразма Роттердамського засуджував феодальну сваволю, в'їдливо викривав обскурантизм духівництва, пристрасно відстоював свободу особистості («Rozmowa polaka z litwinem»).
Популярністю користувалися його полемічні твори проти єзуїтів (найвідомішим є «Anabaptismus sive speculum fidei et pietatis Anabaptistorum»). Написані з глибоким знанням справи, дотепно і безкомпромісно, вони викликали великий резонанс.
Друкувалися у Вільно, Кракові та Данцигу. Їх перевидавали німецькі протестанти та французькі гугеноти, з їх автором полемізували в Литві, Італії та Німеччині (Антоніо Поссевіно, Петро Скарґа). Твори Андрія Волана були занесені католицькою церквою до «Індексу заборонених книг».